# Màntids
Els màntids (Mantidae) són una gran família de l'ordre Mantodea, comunament conegudes com a mantis, nom que prové de la disposició de les seves potes davanteres, que recorden la posició de "rés" (la paraula mantis en grec significa profeta).
La majoria de les espècies són tropicals i subtropicals. Moltes espècies habiten Amèrica del Nord, tres d'elles són molt comunes: la mantis europea (Mantis religiosa), la mantis xinesa (Tenodera aridifolia sinensis), i la mantis de Carolina (Stagmomantis carolina). D'aquestes, solament l'última és nativa del continent (les espècies europees i xineses es van introduir cap als 1900 com depredadores de jardins per a control les poblacions plagues).
S'ha comprovat l'existència de depredació en dragó comú, en passeriformes atrapades en xarxa i reineta meridional.